# Amparo Berlinches
Amparo Berlinches Acín (Madrid, 16 de mayo de 1946) es una arquitecta española especializada en patrimonio arquitectónico y planificación urbana.

## Trayectoria
Berlinches es arquitecta desde 1971 por la Escuela Técnica Superior de Arquitectura de Madrid, de la Universidad Politécnica de Madrid (UPM). Inició su trabajo profesional como arquitecta en la Dirección General de Bellas Artes del Ministerio de Educación de España, y como profesional independiente se especializó en patrimonio cultural arquitectónico y urbano. Desde el conocimiento del legado cultural arquitectónico de Madrid, Berlinches es socia fundadora y presidenta de la asociación Madrid, Ciudadanía y Patrimonio que fundó Vicente Patón en 2009.
Berlinches como presidenta de Madrid Ciudadanía y Patrimonio (MCyP) participó en mayo del 2017 en la jornada de homenaje a Vicente Patón que se celebró en el Círculo de Bellas Artes de Madrid, moderando la segunda mesa en la que participaron Alberto Tellería Bartolomé, Aurora Herrera Gómez, y Javier García-Gutiérrez Mosteiro.
Berlinches defiende el patrimonio desde su experiencia profesional en restauración arquitectónica, y en legislación. Ha participado elaborando legislación.y alegaciones a la redacción de leyes, especialmente la Ley de Patrimonio y la Ley del Suelo. En una entrevista de prensa en El Español (periódico digital) sobre el interés del patrimonio para los políticos españoles, Berlinches expone que “Son asuntos que tardan en calar mucho más que los cuatro años de una legislatura. Además, les enfrenta a muchos intereses. Por ejemplo, acaba de declararse BIC la torre del BBVA, que acaba de ser restaurada. Es estupendo, pero ¿por qué no se declara BIC el edificio de La Clesa? Porque es conflictivo, porque tiene un dueño que quiere explotarlo como inmueble”. En esta misma entrevista expone su opinión sobre los procesos participativos, con el ejemplo de lo realizado para el proyecto de Plaza España, “Ana Botella nos vendía la reforma de la plaza como una reclamación vecinal, pero lo que querían era extender el parking para servir a los nuevos hoteles. Estas decisiones no son de los ciudadanos, son de los técnicos. Además, el proyecto ganador no fue el más votado”.
Berlinches fue Premio Nacional de Arquitectura en la especialidad de Restauración arquitectónica en 1981.
Entre los múltiples trabajos de Berlinches en patrimonio cabe destacar la restauración de la Capilla del Oidor en Alcalá de Henares, la reconstrucción del ayuntamiento de San Fernando de Henares Henares y la restauración del palacio de Don Antonio de Mendoza en Guadalajara, en colaboración con los arquitectos Jaime Nadal Urigüen y Sebastián Araujo Romero; la restauración de las iglesias de Camarma de Esteruelas, Pezuela de las Torres y San Pedro el Viejo (Madrid), el edificio sede de la Real Academia de la Historia de Madrid y numerosas otras obras de restauración.
Desde 1999 dirigió la redacción la publicación “Arquitectura de Madrid”, comúnmente denominada Guía de Arquitectura de Madrid, un proyecto iniciado en el Colegio Oficial de Arquitectos de Madrid (COAM) cuando Fernando Chueca Goitia estaba como decano. Asimismo, dirigió desde la Dirección General de Arquitectura de la Comunidad de Madrid y en colaboración con el COAM, la publicación Arquitectura y Desarrollo Urbano en sus primeras cuatro zonas de las cinco que comprende la edición de los 17 tomos que estudian todos y cada uno de los municipios de la Comunidad de Madrid.

## Reconocimientos
- 1981 Premio Nacional de Arquitectura de España en restauración.
- Presidenta de la asociación Madrid, Ciudadanía y Patrimonio (MCyP).